# 大衛·梅塞爾
大衛·梅塞爾（英語：David Maisel）是一名美國電影和百老匯製片人、娛樂業商人，也是自籌資金和自製的漫威影業的設計師。他是《鐵甲奇俠》、《無敵浩克》、《鋼鐵人2》、《雷神》、《美國隊長》和《愤怒的小鸟大电影》的執行製片人。在執掌利文特公司期間，梅塞爾憑藉百老匯作品《福斯》獲得東尼獎最佳音樂劇獎 。

## 早年生活
梅塞爾在紐約州薩拉托加泉長大。他畢業於杜克大學，之後在哈佛大學獲得工商管理碩士學位。他的第一份工作是在波士頓諮詢公司，他為娛樂公司提供諮詢。

## 職業生涯
梅塞爾於1994年加入創新藝人經紀公司，作為企業諮詢代理人，與該機構的創始人兼執行長邁克爾·奧維茨（Michael Ovitz）一起工作。1995年，梅塞爾協助松下電器將娛樂集團美希亞/環球出售給西格集團。1995年，當奧維茨加入華特迪士尼公司擔任總裁時，該公司還增加了梅塞爾作為其企業發展和戰略規劃的總監。當奧維茨離開迪士尼時，他邀請梅塞爾策劃他的下一次創業。奧維茨收購了最大的公開交易的現場劇院公司利文特的少數股份，並任命梅塞爾為總裁。在利文特公司期間，梅塞爾製作了百老匯演出《福斯》，該劇在1999年獲得了東尼獎最佳音樂劇獎。梅塞爾對公司進行重組，之後在1999年策劃將利文特公司以1億至1.1億美元的價格出售給SFX娛樂 。
1999年至2001年，梅塞爾是歐洲最大的寬帶服務提供商Chello的總經理。2001年，梅塞爾加入奮進人才事務所，領導其企業戰略和業務發展工作。

### 漫威影業
2003年，梅塞爾向漫威影業的執行官長兼主席阿維·阿拉德推銷，然後又向執行長艾薩克·珀爾馬特推銷他的想法，即漫威在一個相連的電影宇宙中資助和製作自己的電影。Perlmutter聘請梅塞爾為漫威影業的總裁。為了執行他的計劃，梅塞爾設計了一個總額為5.25億美元的板塊結構融資。
2005年，梅塞爾被提升為漫威影業的副董事長，2006年，梅塞爾還被提升為漫威娛樂的執行長辦公室。2007年，梅塞爾被提升為漫威影業的董事長，並在2008年監製第一部鋼鐵人系列電影的推出。2009年，梅塞爾安排將漫威以40億美元的價格出售給迪士尼。2015年，漫威和迪士尼在《復仇者聯盟2：奧創紀元》的片尾名單中承認並感謝梅塞爾是漫威影業的創始主席。

### 漫威之後
2011年7月，梅塞爾受僱於羅維奧娛樂公司，作為特別顧問和系列電影的執行製片人，領導其拍攝《愤怒的小鸟大电影》的工作。該片在2016年5月的首映週末創下第一的成績，全球票房收入達3.5億美元。
2018年，《紐約時報》報導，梅塞爾與斯库特·布劳恩合作推出神話工作室（Mythos Studios），該工作室收購了阿斯彭漫畫的一半股份。在持股的同時，神話工作室還擁有阿斯彭財產的娛樂權，包括Fathom和Soulfire漫畫系列，這兩部漫畫都在神話工作室進行開發。 2018年6月，神話工作室宣布增加一部關於希臘神話之神丘比特的動畫片，由擔任配音。丘比特是一個被稱為「神話宇宙」的電影宇宙中的一部電影。

## 影視作品
| 年份 | 譯名標題         | 原名標題                           | 職務       |
| ---- | ---------------- | ---------------------------------- | ---------- |
| 2008 | 鐵甲奇俠         | Iron Man                           | 執行製片人 |
| 2008 | 無敵浩克         | The Incredible Hulk                | 執行製片人 |
| 2010 | 鋼鐵人2          | Iron Man 2                         | 執行製片人 |
| 2011 | 雷神             | Thor                               | 執行製片人 |
| 2011 | 美國隊長         | Captain America: The First Avenger | 執行製片人 |
| 2016 | 愤怒的小鸟大电影 | The Angry Birds Movie              | 執行製片人 |
| 2019 |                  | The Angry Birds Movie 2            | 執行製片人 |

## 外部連結
- 大衛·梅塞爾在互联网电影资料库（IMDb）上的資料（英文）